# Peter Abrahams
|  | Aquest article tracta sobre el novel·lista sud-africà. Si cerqueu l'escriptor estatunidenc, vegeu «Peter Abrahams (estatunidenc)». |

Peter Abrahams (Vrededop prop de Johannesburg, Sud-àfrica, 1919 - 18 de gener de 2017) fou un periodista i escriptor de novel·les sud-africà en llengua anglesa.

## Biografia
El seu pare era d'Etiòpia i la seva mare va ser classificada com a mestissa (coloured) pel govern sud-africà. Va viure en un ghetto i cansat de la política d'apartheid va marxar de Sud-àfrica l'any 1939 i primer va estar a Anglaterra i després a Jamaica (1955). Les seves novel·les estan centrades en la temàtica de la segregació racial.
La seva novel·la Mine Boy (1946) descriu la política de l'apartheid que es portava a Sud-àfrica i va donar a conèixer al món la realitat de la política de segregació racial.
En les seves obres expressa un pessimisme sobre el futur del Tercer Món.

## Obres
- Dark Testament (1942)
- Song of the City (1945) 179p, novel·la
- Mine Boy (1946) * The Path of Thunder (1948)
- Wild Conquest (1950)
- Return to Goli (1953)
- Tell Freedom (1954) (en català Jo no sóc un home lliure i reeditat com a Cridem llibertat)
- A Wreath for Udomo (1956)
- A Night of Their Own (1965)
- This Island Now (1966)
- The View from Coyaba (1985)
- The Black Experience in the 20th Century: An Autobiography and Meditation (2000)